# Barrio (Teverga)
Barrio (Barriu en asturiano y oficialmente) es una parroquia del concejo de Teverga, en el Principado de Asturias (España). Alberga una población de 40 habitantes (INE 2006) en 9 viviendas. Ocupa una extensión de 15,72 km². Está situada a 7,9 km de la capital del concejo. Su templo parroquial está dedicado a San José.

## Barrios
- Barrio (Barriu en asturiano)
- Cuña

- Datos: Q4863707
- Multimedia: Barriu, Teverga / Q4863707

1. ↑  «Expediente con los topónimos oficiales de Teverga». BOPA. Gobierno del Principado de Asturias.